# Acronicta inconstans
Acronicta inconstans là một loài bướm đêm trong họ Noctuidae.